# Петравець
Петравець (хорв. Petravec) — населений пункт у Хорватії, у Загребській жупанії у складі міста Велика Гориця.

## Населення
Населення за даними перепису 2011 року становило 76 осіб.
Динаміка чисельності населення поселення:

## Клімат
Середня річна температура становить 10,42 °C, середня максимальна – 24,62 °C, а середня мінімальна – -6,12 °C. Середня річна кількість опадів – 947 мм.
| Клімат поселення                              | Клімат поселення | Клімат поселення | Клімат поселення | Клімат поселення | Клімат поселення | Клімат поселення | Клімат поселення | Клімат поселення | Клімат поселення | Клімат поселення | Клімат поселення | Клімат поселення | Клімат поселення |
| Показник                                      | Січ.             | Лют.             | Бер.             | Квіт.            | Трав.            | Черв.            | Лип.             | Серп.            | Вер.             | Жовт.            | Лист.            | Груд.            |                  |
| Середній максимум, °C                         | 6,21             | 8,12             | 12,60            | 16,82            | 21,50            | 24,62            | 23,93            | 23,33            | 19,65            | 14,53            | 8,66             | 4,70             |                  |
| Середня температура, °C                       | 0,04             | 1,96             | 6,41             | 10,66            | 15,32            | 18,46            | 20,15            | 19,56            | 15,88            | 10,76            | 4,90             | 0,94             |                  |
| Середній мінімум, °C                          | −6,12            | −4,18            | 0,26             | 4,49             | 9,16             | 12,29            | 16,38            | 15,79            | 12,11            | 6,98             | 1,11             | −2,84            |                  |
| Норма опадів, мм                              | 56               | 53               | 63               | 71               | 81               | 96               | 87               | 92               | 92               | 91               | 94               | 71               |                  |
| Середньомісячна швидкість вітру, м/с          | 1.69             | 1.83             | 2.26             | 2.13             | 2.00             | 1.80             | 1.76             | 1.60             | 1.60             | 1.64             | 1.71             | 1.70             |                  |
| Середньомісячна сонячна радіація, кДж/м²·день | 4198             | 6904             | 10523            | 15043            | 19096            | 21041            | 22150            | 19245            | 14080            | 8792             | 4622             | 3385             |                  |
| --------------------------------------------- | ---------------- | ---------------- | ---------------- | ---------------- | ---------------- | ---------------- | ---------------- | ---------------- | ---------------- | ---------------- | ---------------- | ---------------- | ---------------- |
| Джерело:                                      |                  |                  |                  |                  |                  |                  |                  |                  |                  |                  |                  |                  |                  |